# Hugo Martínez (football)
 (septembre 2021).
Pour les articles homonymes, voir Martinez.
Hugo Martínez, né le 27 avril 2000 à Santa Elena au Paraguay, est un footballeur international paraguayen qui joue au poste de milieu central au Club Libertad.

## Biographie

### En club
Né à Santa Elena au Paraguay, Hugo Martínez est formé par le Club Libertad.
En décembre 2020, il joue les quarts de finale de la Copa Libertadores, face au club brésilien de Palmeiras.
Il inscrit son premier but en professionnel le 26 mai 2021, face au CD Palestino en Copa Sudamericana. Ce but permet à son équipe de s'imposer ce jour-là (1-2 score final).

### En équipe nationale
En août 2021, Hugo Martínez est retenu pour la première fois avec l'équipe nationale du Paraguay par le sélectionneur Eduardo Berizzo. Le 2 septembre 2021, il honore sa première sélection lors d'un match face à l'Équateur. Il est titularisé et son équipe s'incline sur le score de deux buts à zéro.